# آرماندو فیگوئرا دی‌آلمیدا
آرماندو فیگوئرا دی‌آلمیدا (انگلیسی: Armando Figueira Trompowsky de Almeida; ۳۰ ژانویهٔ ۱۸۸۹ – ۱۶ ژانویهٔ ۱۹۶۴) پرسنل نظامی اهل برزیل بود. وی همچنین برندهٔ جوایزی همچون نشان دنبرو شده‌است.